# 산파카
산파카(Cuniculus taczanowskii)는 굴을 파서 생활하는 작은 설치류의 일종으로 고지대 남아메리카 숲에서 서식한다. 파카는 야행성 동물이며, 이주하지 않고 한 곳에서 홀로 생활하며, 세력권세 습성을 갖는 경향을 보인다. 주로 열매와 씨앗을 먹는다. 산파카는 베네수엘라와 콜롬비아, 에콰도르, 페루 그리고 볼리비아의 안데스산맥 산림에서 주로 서식한다.